# Xestospongia madidus
Xestospongia madidus är en svampdjursart som först beskrevs av de Laubenfels 1954.  Xestospongia madidus ingår i släktet Xestospongia och familjen Petrosiidae. Inga underarter finns listade i Catalogue of Life.